# Cymbidium parishii
Cymbidium parishii là một loài thực vật thuộc họ Lan.

## Hình ảnh

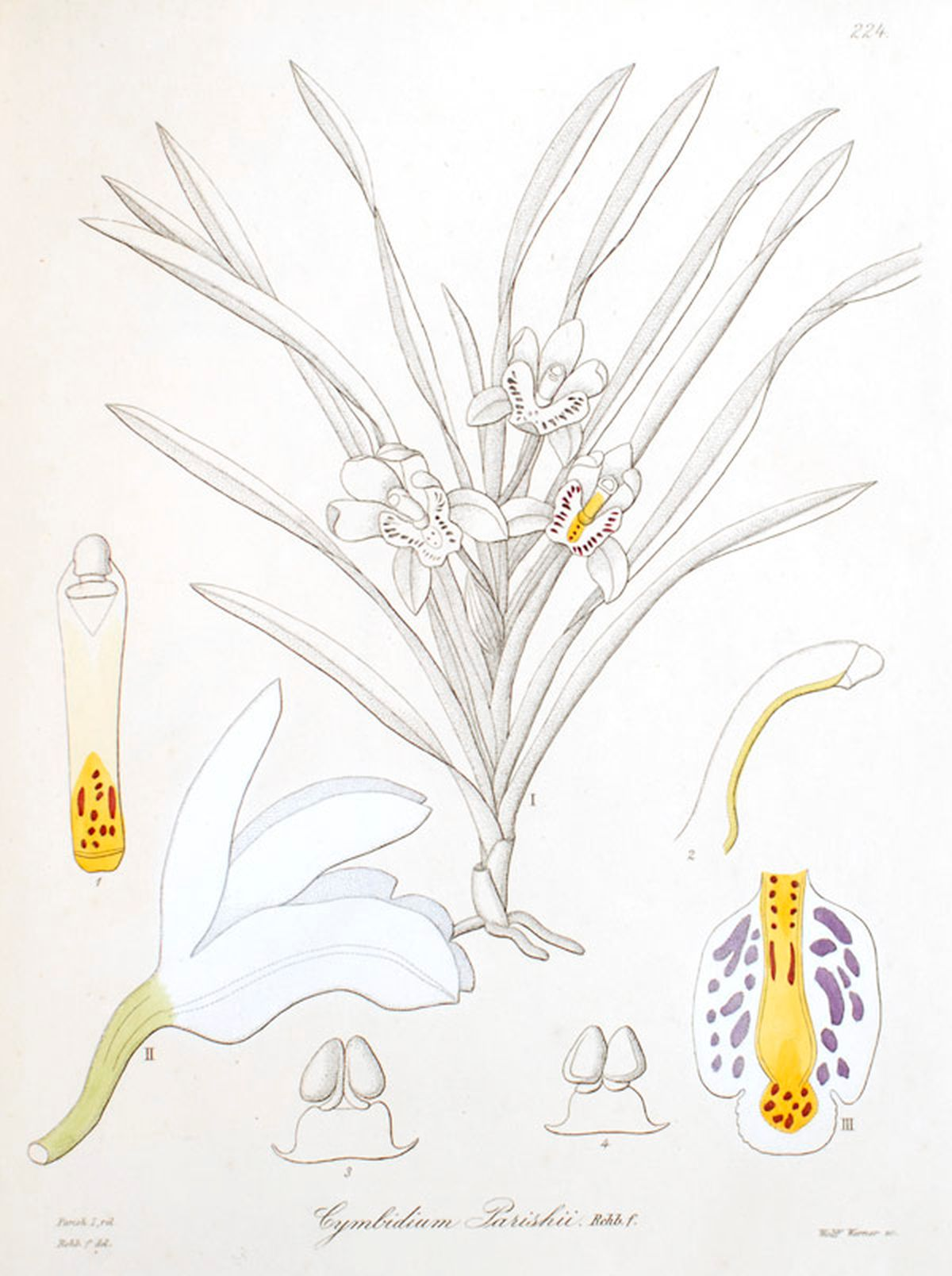